# Popeláč šedý
Popeláč šedý (Struthidea cinerea) je pták z monotypického rodu Struthidea, který se vyskytuje v řídkých sandarakovcových a přesličníkových lesích východní části Austrálie. Dosahuje délky okolo 33 cm a váhy 110–150 gramů. Základní barva peří je šedá, přecházející na křídlech a ocase do hnědé nebo černé. Popeláč šedý se zdržuje převážně na zemi, živí se hmyzem a semeny rostlin. Období páření trvá od srpna do prosince, popeláči si stavějí na stromech hnízdo z bláta a stébel, kam kladou tři až pět vajec, z nichž se mláďata líhnou asi po třech týdnech. Žijí sociálním způsobem života, který zahrnuje i společnou péči o mláďata. Vytvářejí malé skupinky, které mívají okolo dvanácti jedinců, což jim vyneslo anglické označení apostlebird (apoštolský pták). Bývají také nazýváni CWA bird (zkratka ženské organizace Country Women's Association), což je ironická narážka na jejich neustálé štěbetání. Popeláči jsou poměrně hojní a zdržují se i v blízkostí lidských příbytků.

## Geografické poddruhy
- S. cinerea cinerea – Jižní Austrálie, Victoria, Nový Jižní Wales, jižní Queensland
- S. cinerea dalyi – severní Queensland a Severní teritorium